# Барнсторф
Барнсторф (нім. Barnstorf) — громада в Німеччині, розташована в землі Нижня Саксонія. Входить до складу району Діпгольц. Центр об'єднання громад Барнсторф.
Площа — 52,36 км2. Населення становить 6611 ос. (станом на 31 грудня 2021).

## Галерея

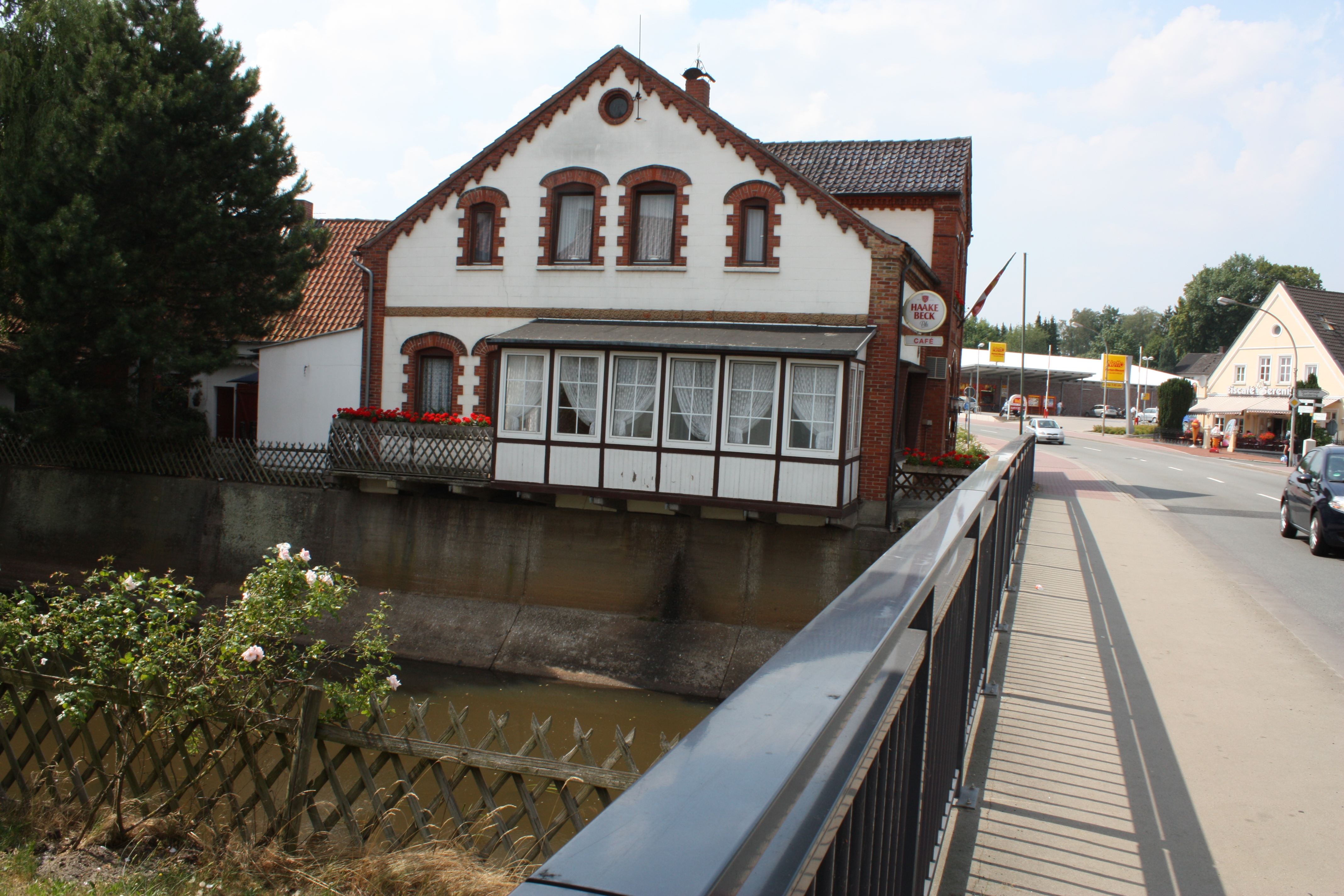
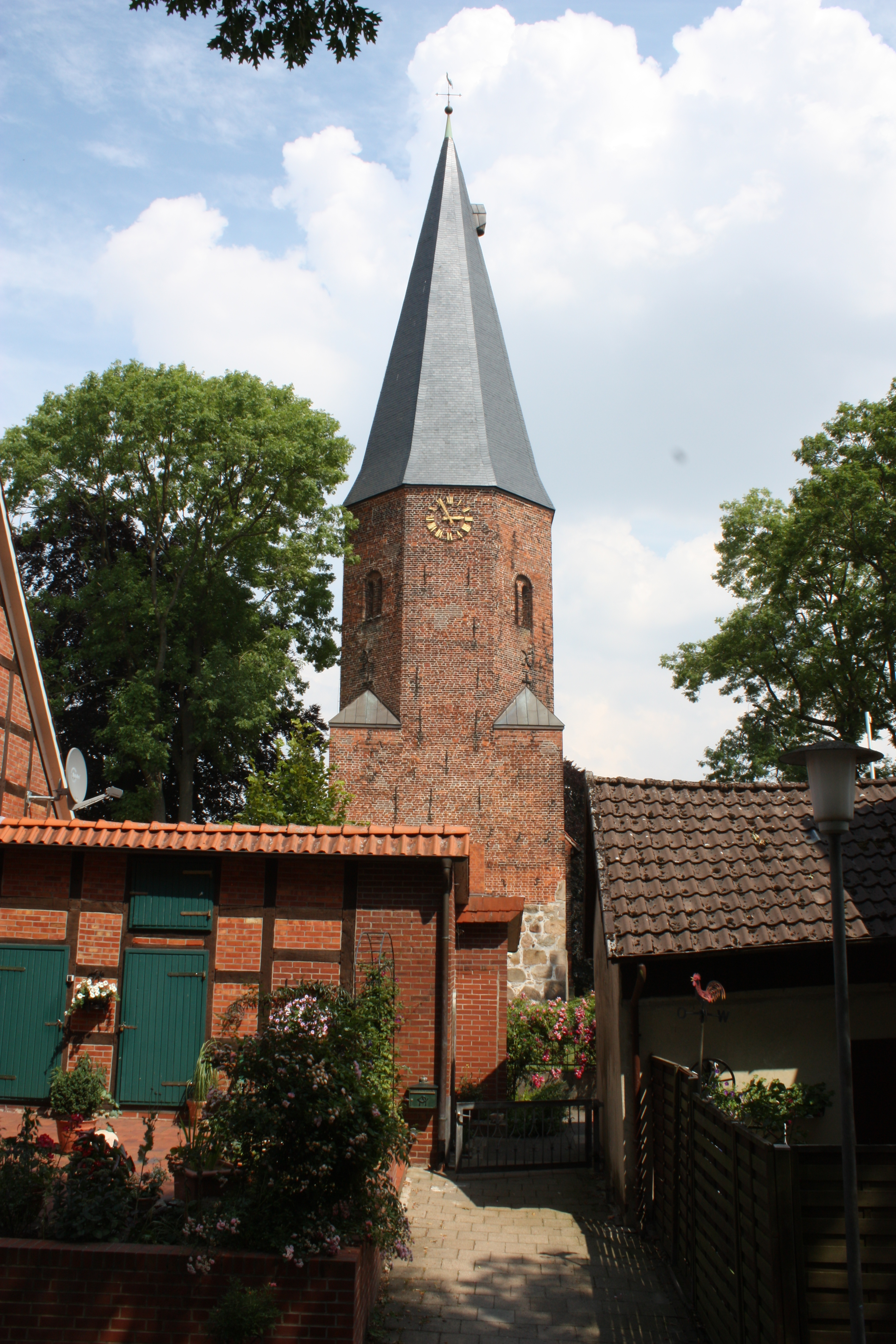
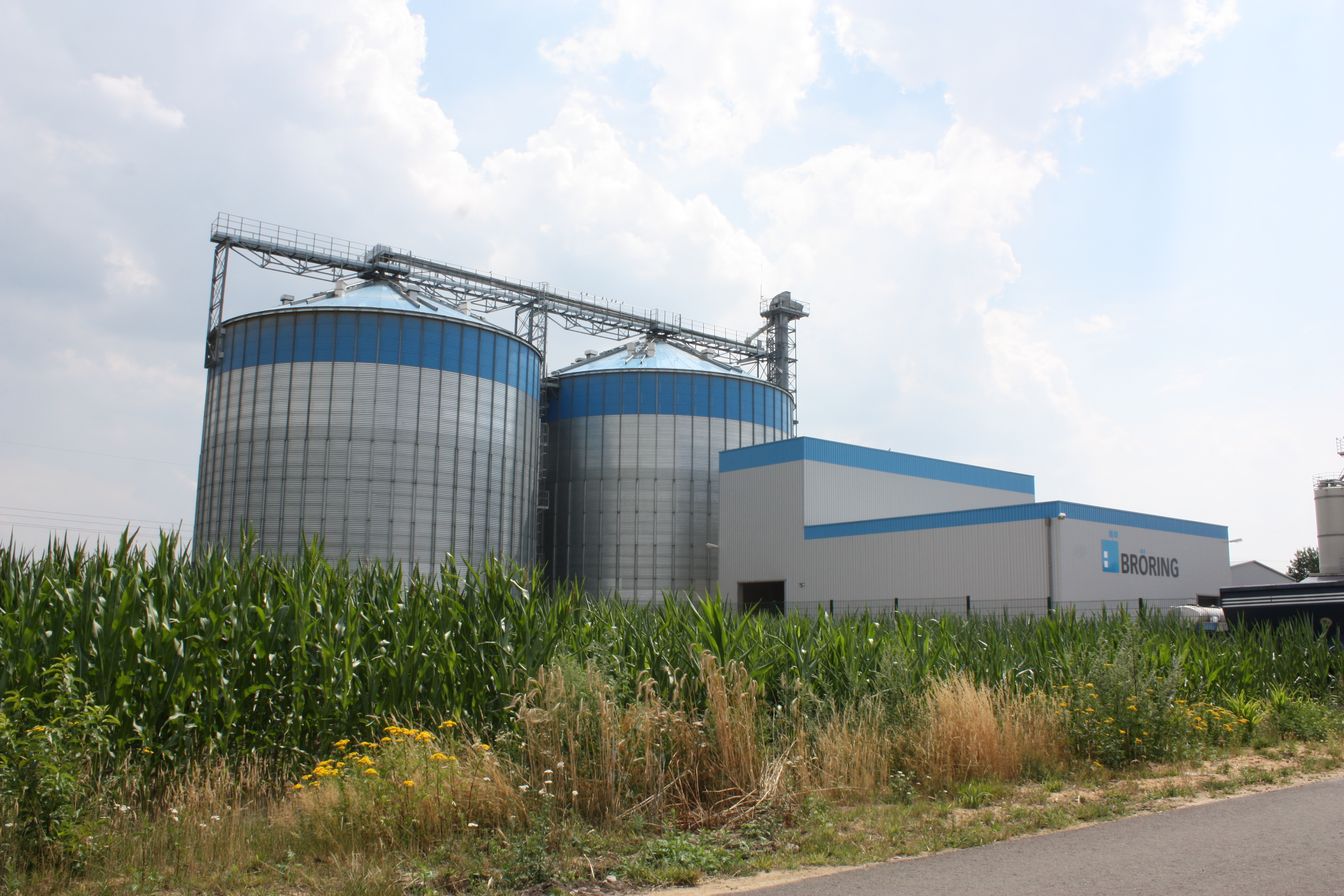